# Jonathan P. Dolliver

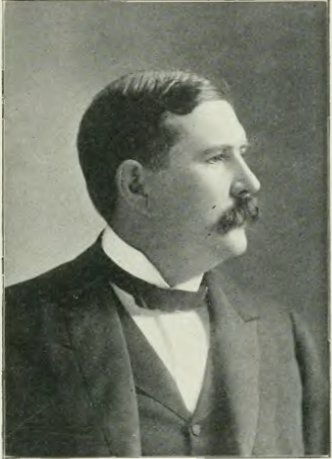
Jonathan P. Dolliver

Jonathan Prentiss Dolliver (* 6. Februar 1858 in Kingwood, Virginia, jetzt West Virginia; † 15. Oktober 1910 in Fort Dodge, Iowa) war ein US-amerikanischer Politiker der Republikanischen Partei. Von 1889 bis 1900 saß er für den US-Bundesstaat Iowa im US-Repräsentantenhaus. Von 1900 bis zu seinem Tod vertrat er Iowa im US-Senat.

## Biographie
1858 wurde Dolliver in Kingwood, Virginia geboren. Kingwood gehört heute zu West Virginia. Dolliver besuchte dort die örtlichen Schulen und studierte an der West Virginia University Rechtswissenschaften. 1876 beendete er erfolgreich das Studium. Als Rechtsanwalt wurde er 1878 zugelassen, er praktizierte fortan in Fort Dodge, Iowa. Von 1880 bis 1887 fungierte er als städtischer Ankläger für Fort Dodge.
1884 machte Dolliver erstmals national auf sich aufmerksam, als er im Präsidentschaftswahlkampf für den Republikaner James G. Blaine sprach. Zeitgenössische Kritiker würdigten Dolliver als brillanten Redner. 
1888 kandidierte Dolliver schließlich bei den Vorwahlen für den Sitz des 10. Wahlbezirkes von Iowa im US-Repräsentantenhaus gegen den Amtsinhaber Adoniram J. Holmes. Dolliver konnte sich klar durchsetzen und gewann auch die Hauptwahlen im November 1888 deutlich. 1889 trat er sein Mandat in der Bundeshauptstadt an. Die Wiederwahl gelang ihm fünf Mal. Von 1899 bis zu seinem Ausscheiden 1900 war er Vorsitzender des United States House Committee on Expenditures. Im Vorfeld der Präsidentschaftswahlen 1900 galt Dolliver als Favorit für das Amt des Vizepräsidenten. Auf dem Nominierungsparteitag konnte er sich letztlich jedoch nicht durchsetzen.
Im Juli 1900 starb der im Amt befindliche Senator John H. Gear, der für Iowa im Senat saß. L. M. Shaw, Gouverneur von Iowa, ernannte schließlich Dolliver zu dessen Nachfolger. Ihm gelang zwei Mal die Wiederwahl. Während seiner insgesamt zehnjährigen Amtszeit war Dolliver Vorsitzender des United States Senate Committee on Pacific Railroads, des United States Senate Committee on Health, Education, Labor, and Pensions sowie des United States Senate Committee on Agriculture, Nutrition and Forestry. Auch im Vorfeld der Präsidentschaftswahlen 1908 galt Dolliver als aussichtsreicher Kandidat für das Amt des Vizepräsidenten. Auch diesmal konnte er sich nicht durchsetzen. 
Am 15. Oktober 1910 starb Dolliver in seiner Heimatstadt im Alter von 52 Jahren. Er hinterließ seine Frau und eine Tochter. Er wurde auf dem Oakland Cemetery in Fort Dodge begraben. Der kleine Ort Dolliver wurde nach ihm benannt. Sein Neffe James I. Dolliver war ebenfalls Mitglied des Repräsentantenhauses der Vereinigten Staaten.